# 朱純臣
朱純臣（1590年7月19日(陰曆)—1644年），明末貴族，封成國公。祖上为明成祖時的將領朱士弘。朱應槐次子，萬曆三十九年（1611年）三月襲爵。
甲申之變，李自成攻入北京時，崇禎寫下詔書，命朱純臣統領諸軍和輔助太子朱慈烺。朱純臣獻齊化門（即朝陽門），與陳演上表勸進。後被李自成處死。
朱纯臣有女为永康侯徐錫胤夫人，年少守寡，后自焚殉国。